# Demain ?
Pour plus de détails, voir Fiche technique et Distribution.
Demain ? est un film franco-portugais de Christine Laurent, sorti le 22 août 2012.

## Fiche technique
- Réalisatrice : Christine Laurent
- 1er assistant réalisatrice : Paulo Guilherme Santos
- Scénaristes : Christine Laurent, Georges Peltier
- Dialoguiste : Christine Laurent
- Adaptateur : Christine Laurent
- Directrice artistique : Christine Laurent
- Assistante directrice artistique : Claudia Lopes Costa
- Étalonneur : Paulo Américo
- Chef de la photographie : André Szankowski
- Script : Renata Sancho
- Ingénieurs du son : Sandro Aguilar, Tiago Matos, Gita Cerveira
- Chef monteur : Sandro Aguilar
- Ensemblier : Carlos Subtil
- Habilleuse : Ana Simào
- Régisseur  général : Filipe Verde
- Chef maquilleuse : Araceli Fuente Basconcillos
- Chef électricien : Josenei Loyola
- Chef machiniste : Paulo Miguel Rosa
- Directrice de production : Angela Cerveira
- Sociétés de production : Mact Productions, O Som e a Furia
- Distributeur France : Zelig Films Distribution
- Producteurs : Martine De Clermont-Tonnerre (productrice), Sandro Aguilar (coproducteur), Luis Urbano (coproducteur)
- Pays d'origine :  France -  Portugal
- Genre : drame
- Durée : 100 minutes (1h40)
- Date de sortie : France, 22 août 2012

## Distinctions
Festival International du Film de la Roche-sur-Yon 2011
- Nomination : Prix du jury international
- Nomination : Prix du jury international - Mention spéciale
- Nomination : Prix de la presse
- Nomination : Prix du public